# Heliconius emilius
Heliconius emilius är en fjärilsart som beskrevs av Gustav Weymer 1912. Heliconius emilius ingår i släktet Heliconius och familjen praktfjärilar. Inga underarter finns listade i Catalogue of Life.